# Vegetables
Vegetables  ist ein Jazzalbum von Lina Allemano. Die am 3. und 4. Januar 2020 im Studio der Union Sound Company in Toronto entstandenen Aufnahmen erschienen 2021 auf Lumo Records.

## Hintergrund
Vegetables von Lina Allemano Four ist das sechste Album einer von Alemano geleiteten Band, die seit 2005 ohne Personalwechsel zusammen spielt und zu der immer noch der Altsaxophonist Brodie West, der Bassist Andrew Downing und der Schlagzeuger Nick Fraser gehören.

## Titelliste

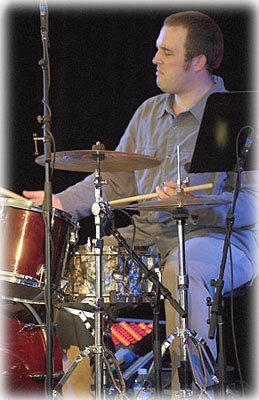
Nick Fraser (2008)

- Lina Allemano Four: Vegetables (Lumo Records)

1. Onions
2. Beans
3. Champignons
4. Brussel Sprouts, Maybe Cabbage
5. Oh Avocado
6. Leafy Greens

Alle Kompositionen stammen von Lina Allemano.

## Rezeption
Stuart Broomer (The Whole Note) schrieb, Allemanos Kompositionen seien Prüfsteine, kurze, aber charakteristische rhythmische und melodische Patterns, die einige der Entwicklungsmuster prägen, aber die Gruppe sei durch ein telepathisches Verständnis der spontanen Prozesse des anderen miteinander verbunden. Bei „Brussel Sprouts, Maybe Cabbages“, sei es schwierig, eine Grenze zwischen Komposition und Improvisation in Wests tanzartiger Wiederholungsfigur zu ziehen, umso mehr, wenn er und Allemano glücklich an genau derselben Stelle landen. Ein Großteil der Musik sei kollektive Improvisation in der Interaktion, sei es Wests geflüsterte Lyrik, Allemanos Erforschung mutierender Klangfarben, Downings spontane Gegenmelodien oder Frasers kreative rhythmische Geräusche. Auch wenn man klanglich kaum zwischen den Stücken „Onions“, „Champignons“ und „Leafy Greens“ unterscheiden könnte, seien alle drei organisch aufgebaut, wobei ihre genauen Formen variieren und als Metapher für die ineinander verschlungene kreative Entwicklung der Gruppe dienten, so der Autor.

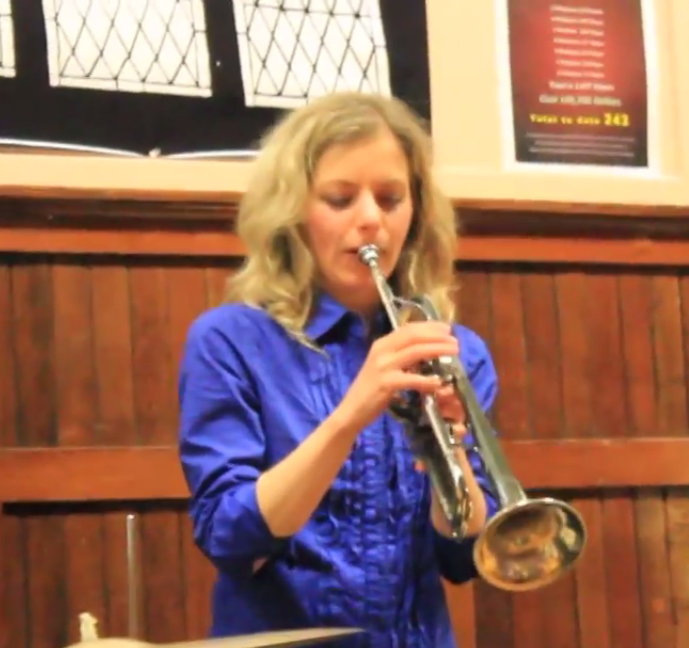
Lina Allemano 2015

Nach Ansicht von Troy Dostert, der das Album in All About Jazz rezensierte, sei Allemanos Rats and Mice eine der faszinierendsten Veröffentlichungen des Jahres 2020 gewesen, doch es sei ihr Quartett, Lina Allemano Four, das seit 2003 als das ideale Vehikel für ihre einzigartige musikalische Vision fungiere. Auf Vegetables zeige sich Allemanos Talent, kunstvolle Stücke zu schreiben, die die Unterscheidung zwischen Komposition und Improvisation umgehen, ebenso offensichtlich wie ihr genaues Verständnis dafür, wie man die Fähigkeiten ihrer Bandkollegen kanalisiere. Es werde dem Hörer schnell klar, dass es nicht den üblichen Head-Solo-Head-Ansatz gebe; daran sei sie überhaupt nicht interessiert. Allemanos Kompositionsstil weiche in der Tat stark von diesem herkömmlichen Jazz-Schema ab, da sie viel mehr daran interessiert sei, wie die gegenseitigen Interaktionen, die sich in jedem Stück entfalten, dazu beitragen, es zu etwas Besonderem zu formen. Das Ergebnis wäre nie dort, wo man es erwarte, so der Autor.
Mike Borella (Avant Music News) meinte, Allemanos eckige Kompositionen würden serpentinenhafte Wege aufweisen, über die sie und ihre Mitspieler zusammenkämen und wieder auseinanderbrechen würden. Tatsächlich synchronisiere und de-synchronisiere sich das Quartett auch innerhalb der einzelnen Stücke häufig – sie folgten einem klar angelegten Muster, bis sie es dann nicht mehr täten. Und jeder weiche von Zeit zu Zeit von diesen Pfaden in ein weniger gut kartiertes Gebiet ab. Besonders hervorzuheben seien die Lead-Beiträge von Allemano und West – mehr Zusammenarbeit als Duell, mit einzelnen Themen, die sich zu übergreifenden melodischen Strukturen verbinden. Downings Bass sei kraftvoll und mäanderförmig, und bei Fraser gehe es weniger um Rhythmus als vielmehr um den Einsatz des Schlagzeugs als gleichberechtigtes Element. Die Gruppe habe jedoch keine Angst davor, ein Element der Melodie aufzunehmen. Obwohl Vegetables nicht gerade Free Jazz sei, wende man sich diesen Einflüssen zu, kombiniere sie jedoch weitgehend mit einem quasi komponierten Ansatz. Das Ergebnis sei eine weitere großartige Veröffentlichung der Gruppe, so das Resümée des Autors.